# Abrigos rupestres de Bhimbetka
Los abrigos rupestres de Bhimbetka componen un sitio arqueológico y son uno de los lugares declarados como Patrimonio de la Humanidad por la Unesco. Están situados en el estado de Madhya Pradesh (India). Abarcan un área de 1.893 hectáreas y una zona de protección de 10.280 ha.
Las pinturas rupestres de Bhimbetka exhiben los restos más antiguos de vida humana en la India, las pinturas en la roca de la Edad de Piedra tienen aproximadamente 9000 años, son algunas de las más antiguas del mundo. Según el propio descubridor, el nombre Bhimbetka procedería de la frase dialectal bhīm bait ka (‘Bhimá que se sentó en estas rocas’, un personaje del inmenso texto épico sánscrito Majábharata, de los últimos siglos antes de Cristo).
Las cuevas se encuentran a 45 km al sur de Bhopal. Toda el área está cubierta por una vegetación espesa y bosques ricos en fauna y flora. Tienen una significativa semejanza con otras pinturas en roca en lugares como el parque nacional Kakadu, en Australia, en el Desierto de Kalahari y en la caverna de Lascaux, en Francia.
El lugar fue mencionado por primera vez en 1888 como un lugar budista. Las pinturas fueron descubiertas en 1957 por el arqueólogo indio Vishnu Shridhar Wakankar (1919-88). Los estudios arqueológicos revelan una secuencia continua de culturas de la Edad de Piedra, desde el período Achelense hasta el Mesolítico. Los abrigos presentan varias pinturas interesantes que muestran la vida de las personas que vivían en las cavernas, incluyendo escenas de nacimientos, danzas y bebidas, ritos religiosos y enterramientos. Las pinturas muestran también animales como los bisontes, los elefantes, los pavos, los rinocerontes y los tigres.
Según la arqueóloga Yiotsna Kamat, la dieta principal de estas tribus eran frutas, cebollas, miel, carne de puercoespín, jabalí, venado, pescado, tortugas y aves (incluido el pavo real). No hay signos de vino o licor.